# 农业博物馆 (马来西亚)

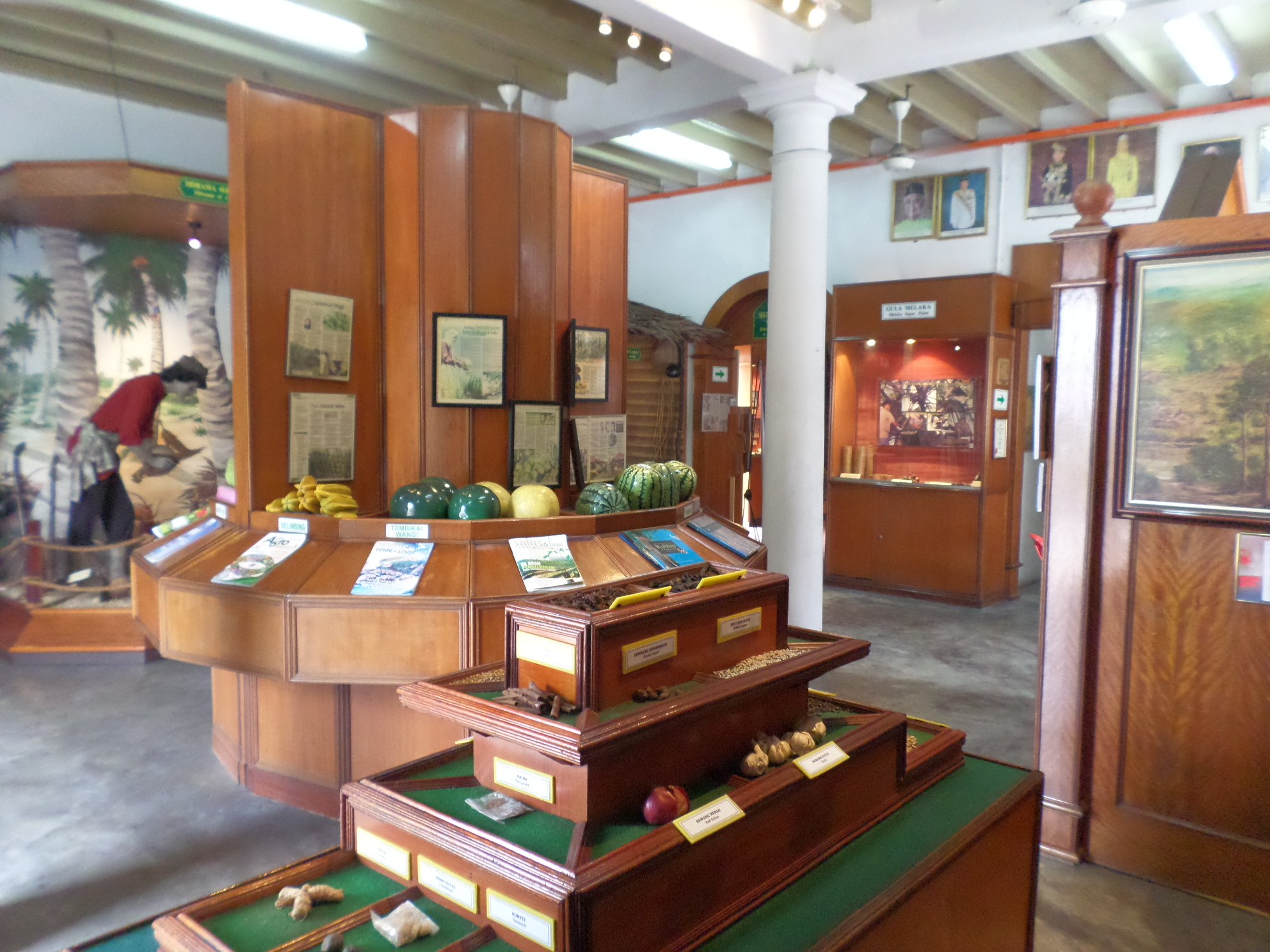
博物馆的展览厅

农业博物馆，是位于马来西亚马六甲州野新县的一家博物馆，于1990年10月开放。

## 历史
该博物馆位于野新县中心旧警察局的对面，旧址曾为英殖民时期的邮政局建筑，后来邮政局搬迁后该处被改造为博物馆对外开放。野新县曾盛产锡矿及农业产品，此博物馆建立意旨在教育当地的青年人士知晓野新县农业曾经的辉煌时期。该博物馆自建立至今已有20余年的历史。

## 展览
目前，这间博物馆乃由马六甲博物馆机构所管理，馆内楼上及底楼摆设不少农民塑像及农业工具，并可免费参观。参观的游客也可以透过塑像了解农民收割、取出稻米，制作椰糖，采割油棕果以及收割橡胶的过程。其开放时间为每日早上9时至下午5时。
| 类别 | 售价         | 售价         |
| 类别 | 持大马身份证 | 无大马身份证 |
| ---- | ------------ | ------------ |
| 成人 | RM3          | RM5          |
| 儿童 | RM2          | RM3          |